# 交易廣場

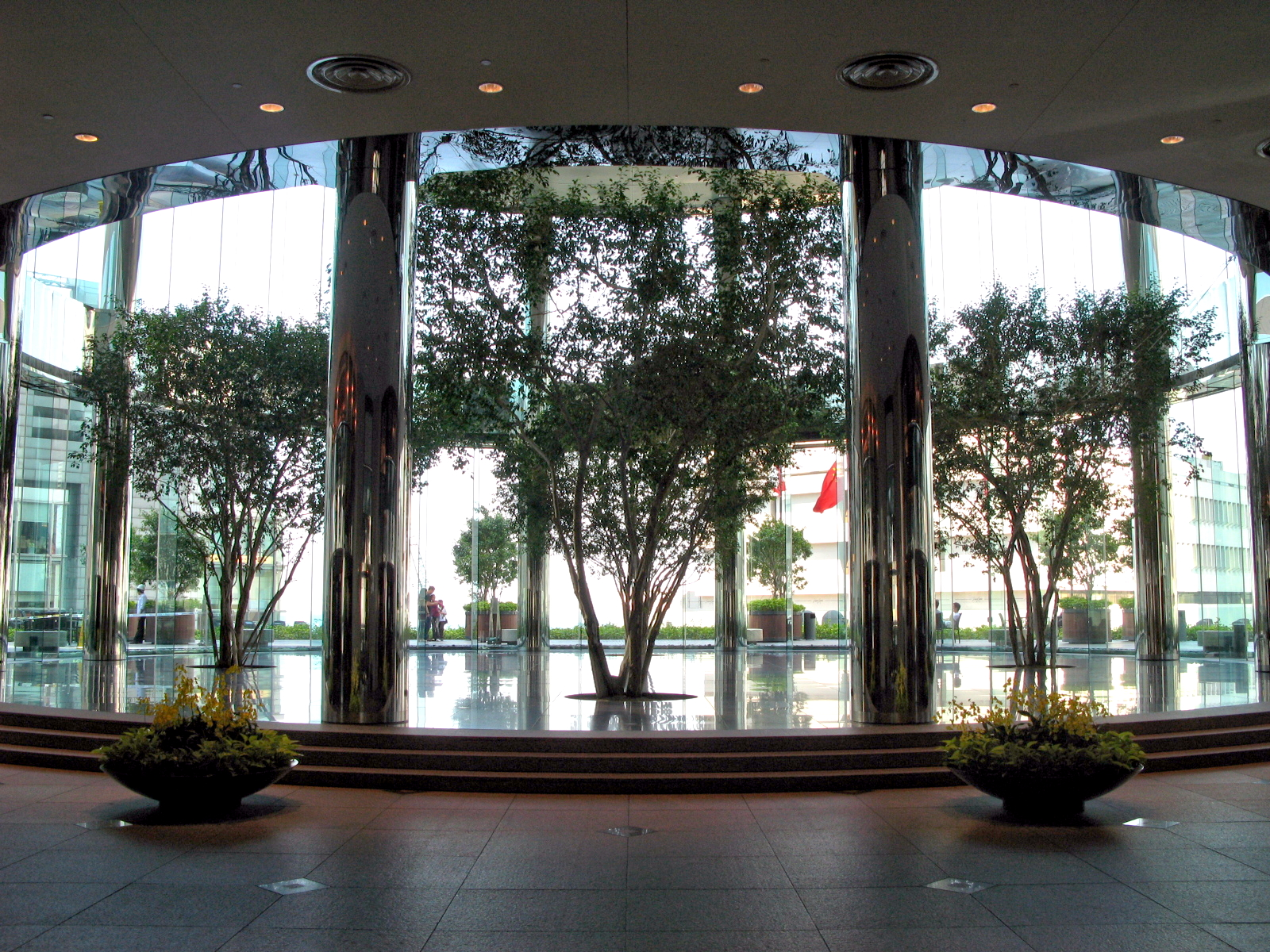
と交易廣場

交易廣場（こうえきひろば、英語: Exchange Square）は、香港の香港島北部中西区の中環（Central）に位置する超高層ビルである。香港証券取引所の他、在香港日本国総領事館が入居している。

## 概要
交易廣場は、香港島の中環にある超高層ビルである。香港（Hong Kong）駅や国際金融中心（International Financial Centre）に隣接している。建物は3棟の高層棟と、地上部分にバスターミナルなどの公共交通施設を備えた複合施設である。
交易廣場の第一座（One Excahnge Square）は1985年竣工の52階建てで高さ182m、第二座（Two Exchange Square）は1985年竣工の52階建てで高さ182m、第三座（Three Exchange Square）は1988年竣工の32階建てで高さ144mを持つ。パーマー&ターナー（Palmer & Turner）設計事務所により設計された。香港の不動産開発会社、香港置地（Hong Kong Land Limited）によって所有、管理されている。
交易廣場で最も重要な施設は、名称の由来ともなっている香港証券取引所（香港交易所：Hong Kong Exchanges and Clearing）である。香港証券取引所は現在香港で唯一ある証券取引所で、東京証券取引所などと並びアジア地区を代表する取引所である。この施設がある事で、交易廣場は金融都市である香港を象徴する建築ともなっている。
高層部は主にテナントオフィスビルとして利用され、低層部にはショッピングモールなどが併設されている。交易廣場第一期には在香港日本国総領事館がある他、在香港カナダ総領事館などの各国外交機関も入居している。
隣接する国際金融中心やジャーディン・ハウス（怡和大廈：Jardine House）、香港郵政総局（Hong Kong General Post Office）、遮打大廈 （Charter House）へは、中環のペデストリアンデッキ（中區行人天橋系統）によって繋がっている。
また交易廣場のある中環は香港の中心地区で、かつ交通の要衝でもあり、交易廣場もそのインフラストラクチャーの一端を担っている。中環行きの路線バス（ダブルデッカーバス）は、殆どがこの施設の地上部分にあるバスターミナルに発着する。
2006年5月に、香港証券取引所についての博物館施設である香港証券取引所展覧館（香港交易所展覽館：Exchange Exhibition Hall）が開設された。

## 画像

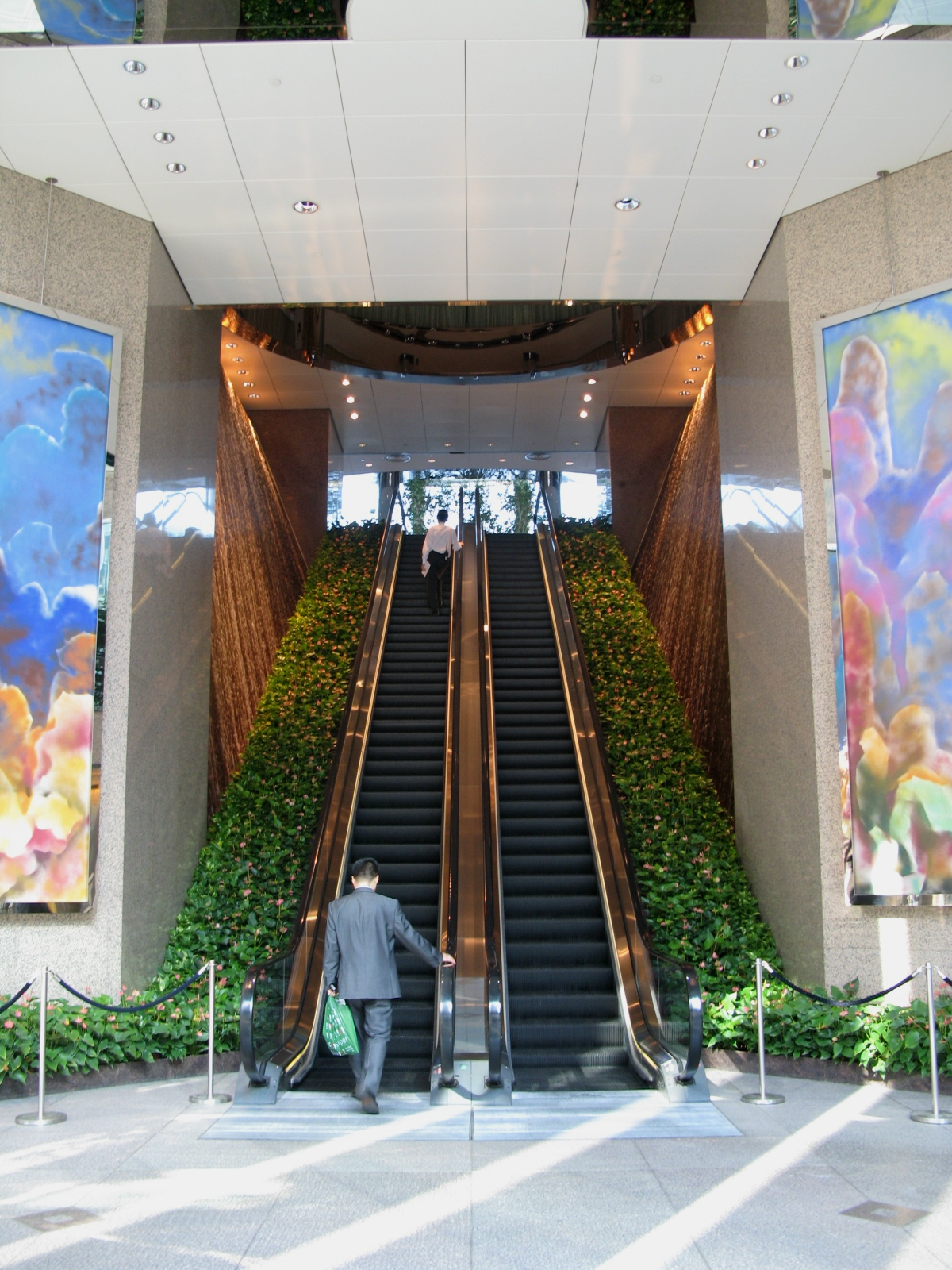
交易廣場
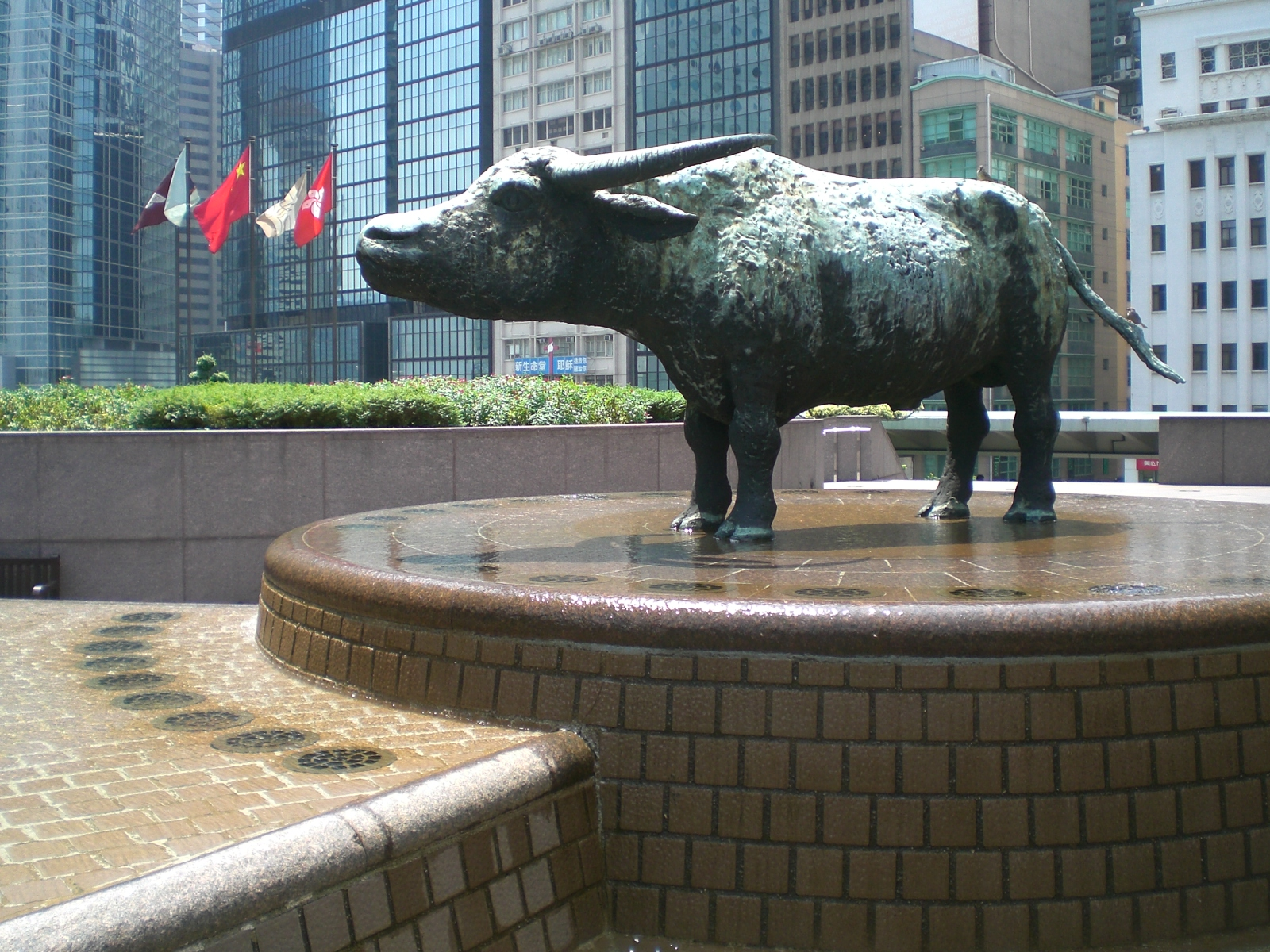
交易廣場の水牛の彫像(エリザベス・フリンクの作品)
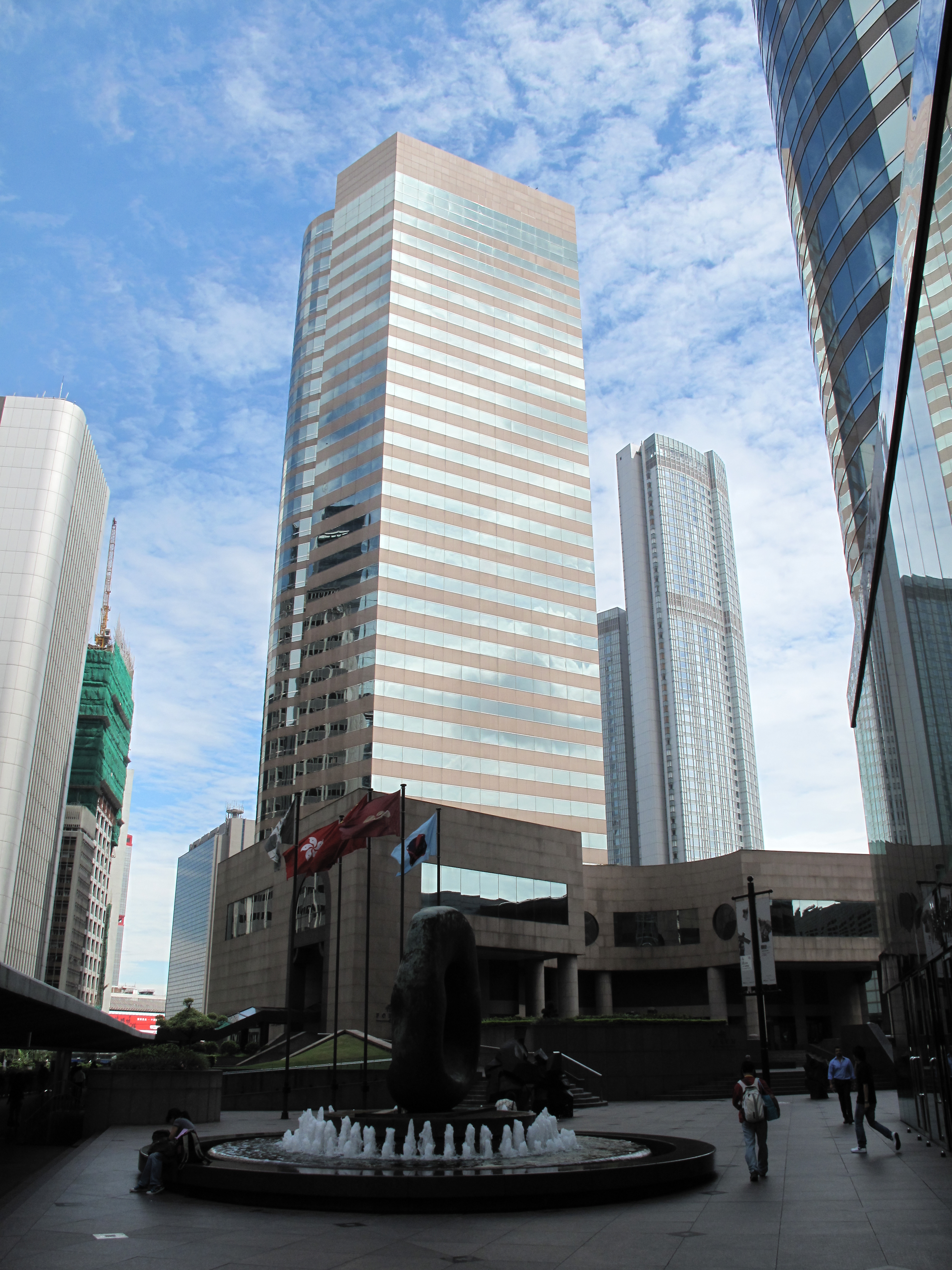
交易廣場第三座
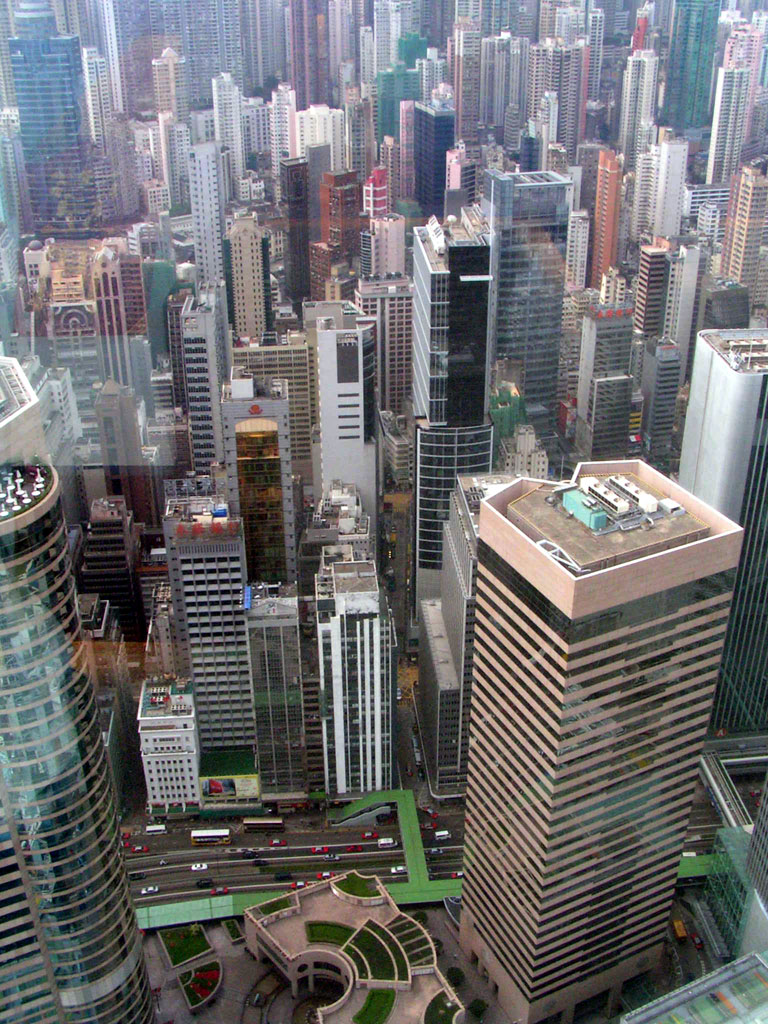
国際金融中心より見た交易廣場

## 周辺施設
- MTR香港（Hong Kong）駅
- MTR中環（Central）駅
- 中環フェリー埠頭（中環渡輪碼頭：Central Ferry Pier）
- 香港特別行政区・立法評議会議事堂
- 香港上海銀行・香港本店 （HSBC Headquarters）
- スタンダード・チャータード銀行 （渣打銀行：Standard Charted Bank）
- 恒生銀行本店 （Hang Seng Bank Headquarters）
- ジャーディン・ハウス （怡和大廈：Jardine House）
- 国際金融中心（International Financial Centre）
- 大会堂 （City Hall）
- 香港郵政総局 （Hong Kong General Post Office）
- 太子大廈 （Prince`s Building）
- ザ・センター （中環中心：The Center）
- 遮打大廈 （Charter House）
- マンダリン・オリエンタル香港 （文華東方：Mandarin Oriental Hong Kong）
- 歴山大廈 （Alexander House）

## 交通
- MTR機場快線・東涌線、香港駅から徒歩約5分程度
- MTR港島線・荃湾線、中環駅から徒歩約5～10分程度
- 香港トラム（電車）
- スターフェリー中環埠頭（碼頭天星渡輪：Central Star Ferry Pier）
- 離島行き各フェリー（中環渡輪碼頭）
- その他バス（巴士）、ミニバス（小巴）など利用